# Combat de Toucheneau (1796)
Chouannerie
Le combat de Toucheneau est une bataille de la Chouannerie qui a eu lieu en mai 1796 entre Vitré et La Guerche et qui s'acheva par la victoire du groupe chouan, la "Légion de Vitré", membre des Chevaliers catholiques, commandés par Henri du Boishamon.
Un autre combat eut lieu en mai 1832 au même endroit (même s'il est orthographié différemment), opposant 400 chouans légitimistes soutenant Henri V comme roi légitime et en révolte contre la monarchie de Juillet et une cinquantaine de soldats et de gardes nationaux, mais cette fois-ci ces derniers l'emportèrent. 